# Комплексно съединение
Комплексните съединения, наричани за краткост комплекси,или координационните съединения са съединения (неутрални молекули или йони), които се образуват в резултат на свързването към даден йон (или атом), наречен комплексообразувател, на неутрални молекули или други йони, наречени лиганди. Много метал-съдържащи съединения, особено тези на преходните метали, са комплексни съединения. Комплексите са описани за първи път от Берцелиус, който ги нарича „съединения от втори порядък“ или „молекулни съединения“. Това определение произтича от обстоятелството, че обикновената теория за валентността не може да се приложи за тях. Натрупаните резултати от изследванията на много учени от 19 век са използвани при създаване на теорията на комплексните съединения (координационна теория), предложена през 1893 г. от Алфред Вернер. Началото на 20 век е характерно с бързото натрупване на опитни факти и приноси към въпросите за комплексообразуването (Чугаев, Черняев, Ханч и др.). Правилното тълкуване на всички тези факти довежда до теориите за строежа на атома и молекулата, както и до квантовомеханичната теория.
Съгласно съвременните схващания като комплексни се означават съединения, които се образуват при взаимодействието на прости валентно наситени молекули. Например:
{\displaystyle {\ce {AgCl +2 NH3-> [Ag(NH3)2]Cl}}}
Тази представа за свързване на отделните молекули поставя въпроса за природата и видовете химични връзки в тези съединения.
Комплексните съединения с външна сфера във воден разтвор напълно се дисоциират до сложен, слабо дисоцииращ катион или анион. Комплексните съединения без външна сфера са неразтворими във вода (например метални карбонили).
Комплексните съединения биват разнообразни и многобройни. Те се изучават от координационната химия, която е дял на аналитичната химия.

## Исторически сведения
От древността човечеството използва комплексни съединения. Вероятно най-ранни данни са известни за пруското синьо, KFeII[FeIII(CN)6], получено за първи път в Берлин през 18 век. Въпреки това, за откриване на комплексните съединения се приема 1798 г., когато Тасерт изолира за първи път CoCl3•6NH3.
Развитието на координационната теория и идентификацията на съединенията, наречени „координационни“ започва с исторически значимите концепции за първична и вторична валентност.
Валентността е установена в стехиометрията на прости съединения като NiCl2, Fe2(SO4)3 и PtCl2. Установено е, че присъединяването на стабилни молекули като H2O, NH3 и KCl към горепосочените съединения води до получаването на нови съединения, например NiCl2•4H2O, Co(SO4)3•12NH3 PtCl2•2KCl. Подобни съединения са наречени комплексни поради стехиометричните затруднения, които създават, и са характерни за някои метали. Броят на частиците, които се присъединяват към простите съединения, е довел до възникване на концепцията за координационно число. Изследването на комплексните съединения води до създаването на координационната теория и за наименуване на координационните съединения при използване на адитивна номенклатура. Всяко координационно съединение е, или съдържа, координационна единица (комплекс), състоящ се от централен атом и свързани с него групи. Макар че тези концепции са били прилагани обикновено към метални съединения, било е установено, че голям брой други съединения също могат да се разглеждат като образувани от централен атом или централни атоми, с които са свързани известен брой други групи.

## Дефиниции

### Координационно съединение и координационна единица
Координационно съединение е всяко съединение, съдържащо координационна единица. Това е йон или неутрална молекула, съдържаща централен атом (най-често метал), обкръжен от свързани с него други атоми или атомни групи, всеки от който се нарича лиганд. Класическо схващане е, че лигандът трябва да задоволи или вторична, или първична валентност на централния атом и сумата от тези валентности (често броят на лигандите) е наречена координационно число. Във формули координационната единица се загражда в квадратни скоби, независимо от това дали има заряд или не – [Co(NH3)6]3+, [PtCl4]2-, [Fe3(CO)12].

### Централен атом
Централният атом е атом, който е свързан с други атоми или атомни групи (лиганди) и е в центъра на координационната единица. Централни атоми в [Co(NH3)6]3+, [PtCl4]2- и [Fe3(CO)12] са съответно желязото, кобалтът и платината.

### Лиганди
Лигандите са атоми или атомни групи, свързани с централния атом. В английски език коренът на думата често дава началото на други форми, например to ligate, което означава да се координира като лиганд и производните прилагателни ligating (координиращ) и ligated (координиран). Термините „координиращ се атом“ и „донорен атом“ са взаимно заменяеми.

### Координационен център
Стандартна практика е да се приема, че лигандните атоми са свързани директно с централния атом, като образуват координационен център (или полигон). Така, [Co(NH3)6]3+ е октаедричен йон, а [PtCl4]2- – квадратен йон. В такива случаи координационното число е равно на броя на върховете на координационния полиедър.

### Координационно число
За типичните координационни съединения, координационното число е равно на броя на σ-връзките между лигандите и централния атом. Когато връзките между координиращия се атом на лиганда и централния атом са σ- и π-връзки, например в CN-, CO, N2 и PMe3, π-връзките не се взимат предвид при определяне на координационното число.
Координационното число е цяло число от 1 до 16, като по-често срещани са 4,6 и 8. За всички координационни числа, по-големи от единица, са възможни различни геометрични подреждания на атомите, свързани с централния атом.

### Хелатообразуване
Хелатообразуването включва координиране на повече от един несъседен донорен атом на определен лиганд към централен атом (атомите притежават σ-електронна двойка). Броят на такива координиращи се атомив даден хелатен лиганд се посочва с прилагателните бидентатен, тридентатен, тетрадентатен и т.н. Броят на донорираните атоми от един лиганд, присъединени към един и същ централен атом, се нарича дентантност.

### Степен на окисление
Степента на окисление на централен атом в координационна единица се дефинира като заряд, който той би имал, ако всички лиганди са отстранени заедно с електронните двойки, които споделят с този централен атом. Тя се означава като горен индекс с римска цифра и това не е директен индикатор за електронното разпределение.

### Мостови лиганди
В полиядрени частици даден лиганд може да бъде мостова група, тъй като едновременно образува връзка с два или повече централни атома. Мостовото свръзване се посочва в имената и формулите чрез прибавяне на символ „μ“ като представка към името или формулата на лиганда. Мостовият индекс се определя от броя на централните атоми, свързани посредством мостов лиганд. Свързването може да бъде осъществено от един или повече атоми.
Мостовите лиганди свързват централни атоми, които образуват координационни единици с повече от един централен атом. Броят на централните атоми, свързани в една координационна единица чрез мостови лиганди или директни връзки между тях, се посочва като полиядрен комплекс.

### Капа-конвенция
Когато лиганд може да се свърже с централния атом от два или повече различни атома в молекулата си, е необходимо посочване на свързвашия атом с κ-конвенцията. Единичен донорен атом се посочва чрез курсивен символ на елемента, предшестван от гръцката буква капа, „κ“. Тези символи се представят след частта от лигандното име, представляващ пръстен, верига или заместваща група, в която се намира донорният атом:
[NiBr2(Me2PCH2CH2PMe2)] – дибромидо[етан-1,2-диилбис(диметилфосфан-κP)]никел(II).

## Стабилност

### Електронна конфигурация
Според Шварценбах металните йони се разделят на три групи в зависимост от способността им да образувата комплексни съединения.
| Вид електронна конфигурация | Представители |
| --------------------------- | --- |
| На благороден газ           | Li+, Na+, K+, Rb+, Cs+, Be2+, Mg2+, Ca2+, Sr2+, Ba2+, B3+, Al3+, Sc3+, Y3+, La3+, Ce3+, Ti4+, Zr4+, Hf4+, Th4+, Nb5+, Ta5+                              |
| Със запълнени d-орбитали    | Cu+, Ag+, Au+, Zn2+, Cd2+, Hg2+, Ga3+, In3+, Tl3+, As3+, Sb3+, Bi3+, Ge4+, Sn4+                                                                         |
| С незапълнени d-орбитали    | Ti2+, V2+, V3+, Cr2+, Cr3+, Mn2+, Mn3+, Fe2+, Fe3+, Co2+, Co3+, Ni2+, Cu2+, Mo4+, Ru2+, Rh2+, Pd2+, Pd4+, Ag2+, W4+, Re4+, Os2+, Ir2+, Pt2+, Pt4+, Au3+ |